# 광삼
광삼(光蔘)은 광삼과에 속하며 학명은 Cucumaria japonica이다. 몸은 해삼과 비슷한데 길이 15-20cm의 긴 타원형이다. 몸빛은 회갈색에 불규칙한 갈색무늬가 있다. 몸이 굵고 원통 모양이며, 관족이 발달했다. 촉수는 10-30개로, 나뭇가지 모양으로 잘게 나뉘어 있다. 광삼류는 식도가 없이 인두가 바로 장(창자)과 연결되어 있으며, 위가 잘 발달하지 않았다. 골편은 불완전한 그물눈 모양이다. 우리나라·일본·러시아 등지의 얕은 바다에 분포하며, 중국요리에 많이 쓰인다.